# Reinheimen-Nationalpark
Der Reinheimen-Nationalpark (norwegisch Reinheimen nasjonalpark) ist ein 1974 km² großer norwegischer Nationalpark im Reinheimen-Gebirge. Er gehört zu den Gemeinden Rauma und Fjord in der Provinz Møre og Romsdal und Vågå, Lom, Skjåk und Lesja in der Provinz Innlandet. Der Nationalpark wurde 2006 gegründet, um die große, zusammenhängende Wildnis, das Hochgebirgs-Ökosystem, mit seiner unverwechselbaren biologischen Vielfalt, den großen Bergrentierherden und dem kulturellen Erbe zu schützen und unter anderem auch um das Gebiet in Hinsicht auf Geologie, Klima, Vegetation und Topographie noch besser zu erforschen.
An den Park grenzen die Naturschutzgebiete Finndalen, Ottadalen, Lordalen, Romsdalen, Trollstigen, Tafjord-Reindalen und das Brettingsmoen Naturreservat.

## Geschichte
Schon 1975 empfahl der norwegische fjellopsynsmann (etwa „Bergwächter“) und Naturfotograf Olaf Heitkøtter, durch ein großes Naturschutzgebiet in den Gebirgsregionen zwischen Lesja, Trollstigen und Ottadalen die Gegend zu schützen, um sie gegen eine Ausbeutung und Zerstörung durch Wasserkraftwerke zu schützen. 1993 wurde das Gebiet als Naturschutzgebiet ausgewiesen. 
1986 überlegte man bereits, das Gebiet zu einem Nationalpark zu machen, da dies eine der ursprünglichsten Regionen in Süd-Norwegen war, die vor allem hinsichtlich ihrer Geologie, Flora, Fauna und Kulturgeschichte schützenswert ist.
Im Jahr 2006 wurde dann schließlich der Reinheimen-Nationalpark eröffnet.  

## Geografie, Landschaft und Geologie
Der Park weist eine abwechslungsreiche Landschaft auf, welche von den Fjorden am Europäischen Nordmeer über rund 2000 Meter hohe Berge, Hochtäler und Almen bis zum Gudbrandsdalen führt. Im Nordwesten des Parks liegt das Tafjordfjella Gebirge, dessen höchster Berg der 1982 moh. hohe Karitinden ist. Im Zentrum des Parkes liegt der 2014 moh. hohe Gråhøe. Im Südosten des Parks befinden sich das Ottadalen und der 1883 moh. hohe Skartind.
Die im Park vorherrschende Gesteinsart ist Gneis. Die Landschaft bildete sich während und nach der letzten Eiszeit durch die Bewegungen von Gletschern.

## Flora und Fauna
Die Böden im Park sind meist sehr unfruchtbar, lediglich um Slådalsvegen sind die Böden sehr kalkhaltig, was dort für eine üppige Pflanzenwelt sorgt.
Die größten Säugetiere im Park sind die Bergrener. Darüber hinaus gibt es noch große Bestände des Alpen- und Moorschneehuhns und auch seltene und gefährdete Arten wie Vielfraß, Steinadler und Gerfalke.

## Kulturerbe
Im Reinheimen-Nationalpark fand man Relikte prähistorischer bis mittelalterlicher Rentierjagd und diverse Reste von Bergbauernhöfen aus vergangenen Jahrhunderten.

## Tourismus und Verwaltung
Der Norwegische Wanderverein unterhält mehrere Hütten und Wege im Tafjordfjella. In den anderen Bereichen des Parks gibt es nahezu keine Infrastruktur.